# Чайка (Варненська область)
Ча́йка (болг. Чайка) — село у Варненській області Болгарії. Входить до складу общини Провадія.

## Населення
За даними перепису населення 2011 року у селі проживала 71 особа.
Національний склад населення села:
| Національність   | Кількість осіб | Відсоток |
| ---------------- | -------------- | -------- |
| болгари          | 64             | 91,4%    |
| турки            | 6              | 8,6%     |
| цигани           | 0              | 0%       |
| інша             | 0              | 0%       |
| не визначились   | 0              | 0%       |
| Всього відповіли | 70             |          |

Розподіл населення за віком у 2011 році:
Динаміка населення: